# Hockey Pro League femenina 2023-24
La Hockey Pro League femenina de 2023-24 fue la quinta edición del campeonato de hockey sobre césped para equipos nacionales femeninos. El torneo comenzó el 6 de diciembre de 2023 y terminó el 29 de junio de 2024. Países Bajos ganó el torneo, dejando Alemania y Argentina en segundo y tercer lugar. El equipo en segundo lugar, Alemania, se clasificó para el Campeonato mundial de 2026 en Países Bajos y Bélgica, puesto que el equipo de los Países Bajos ya era clasificado como uno de los anfitriones del mundial.

## Formato
Se mantiene el sistema de todos contra todos, limitando los movimientos de viaje por medio de una serie de "minitorneos" en los que tres equipos nacionales se encuentran en un mismo lugar para jugar dos veces contra los demás equipos. Al cancelar uno de los dos partidos jugados entre dos equipos, el ganador del otro partido recibirá el doble de puntos.
Una victoria vale tres puntos por partido. En caso de empate al final del tiempo reglamentario, ambos equipos recibirán un punto, y un shoot out determinará cual equipo recibirá un punto adicional. El equipo que termina en primer lugar de la clasificación final será el ganador de esta edición del Hockey Pro League. El equipo que termina en último lugar será relegado a la Hockey Nations Cup.

## Equipos clasificados
- Argentina
- Australia
- Bélgica
- China
- Alemania
- Reino Unido
- Países Bajos
- India
- Estados Unidos

## Resultados
Todos los partidos se encuentran en horario local.
| Pos. | Equipo             | Pts. | PJ | G  | GSO | PSO | P  | GF | GC | Dif. | Clasificación o descenso              |
| ---- | ------------------ | ---- | -- | -- | --- | --- | -- | -- | -- | ---- | ------------------------------------- |
| 1    | Países Bajos (C)   | 45   | 16 | 15 | 0   | 0   | 1  | 63 | 13 | +50  |                                       |
| 2    | Alemania (Q)       | 34   | 16 | 11 | 0   | 1   | 4  | 35 | 23 | +12  | Clasificado para la Copa mundial 2026 |
| 3    | Argentina          | 34   | 16 | 10 | 2   | 0   | 4  | 40 | 21 | +19  |                                       |
| 4    | Bélgica            | 26   | 16 | 7  | 2   | 1   | 6  | 24 | 27 | −3   |                                       |
| 5    | China              | 25   | 16 | 7  | 0   | 4   | 5  | 31 | 29 | +2   |                                       |
| 6    | Australia          | 24   | 16 | 7  | 1   | 1   | 7  | 29 | 29 | 0    |                                       |
| 7    | Reino Unido        | 16   | 16 | 3  | 3   | 1   | 9  | 24 | 46 | −22  |                                       |
| 8    | India              | 8    | 16 | 2  | 1   | 0   | 13 | 16 | 38 | −22  |                                       |
| 9    | Estados Unidos (R) | 4    | 16 | 1  | 0   | 1   | 14 | 15 | 51 | −36  | Relegado al FIH Nations Cup           |

 Fuente: FIH
Criterios de clasificación: 1) puntos; 2) partidos ganados; 3) diferencia de goles; 4) goles a favor; 5) resultados enfrentamientos entre sí; 6) goles de campo anotados.
| 6 de diciembre de 2023 | Argentina                                | 0–0 (2–1 p.)               | Reino Unido                                           | Polideportivo Provincial, Santiago del Estero,      |                                                     |
| 19:00                  |                                          | Reporte                    |                                                       | Árbitra: Ayanna McClean (TTO) Irene Presenqui (ARG) | Árbitra: Ayanna McClean (TTO) Irene Presenqui (ARG) |
|                        |                                          | Tiros desde el punto penal |                                                       |                                                     |                                                     |
|                        | Jankunas · Albertario · Campoy · Manuele |                            | Howard · S. Hamilton · Petter · French · K. Robertson |                                                     |                                                     |

| 7 de diciembre de 2023 | Reino Unido | 0–8     | Países Bajos                                                                     | Polideportivo Provincial, Santiago del Estero,           |                                                          |
| 19:00                  |             | Reporte | Jansen 4', 14', 36' · Moes 15', 32' · Sanders 23' · Van der Elst 37' · Fokke 44' | Árbitra: Irene Presenqui (ARG) Jonathan Altamirano (MEX) | Árbitra: Irene Presenqui (ARG) Jonathan Altamirano (MEX) |

| 8 de diciembre de 2023 | Argentina    | 1–4     | Países Bajos                                      | Polideportivo Provincial, Santiago del Estero,          |                                                         |
| 19:00                  | Granatto 18' | Reporte | Drummond 50' · Albers 57' · Burg 59' · Jansen 60' | Árbitra: Gabriel Labate (ARG) Jonathan Altamirano (MEX) | Árbitra: Gabriel Labate (ARG) Jonathan Altamirano (MEX) |

| 9 de diciembre de 2023 | Argentina                        | 2–1     | Reino Unido | Polideportivo Provincial, Santiago del Estero,      |                                                     |
| 19:00                  | Gorzelany 25' · Trinchinetti 47' | Reporte | Howard 34'  | Árbitra: Ayanna McClean (TTO) Irene Presenqui (ARG) | Árbitra: Ayanna McClean (TTO) Irene Presenqui (ARG) |

| 10 de diciembre de 2023 | Países Bajos                                          | 5–1     | Reino Unido | Polideportivo Provincial, Santiago del Estero,                |                                                               |
| 19:00                   | Matla 10' · Koolen 37' · Burg 47', 48' · Steensma 55' | Reporte | Petter 47'  | Árbitra: Germán Montes de Oca (ARG) Jonathan Altamirano (MEX) | Árbitra: Germán Montes de Oca (ARG) Jonathan Altamirano (MEX) |

| 11 de diciembre de 2023 | Argentina       | 1–7     | Países Bajos                                                                 | Polideportivo Provincial, Santiago del Estero,     |                                                    |
| 19:00                   | Gorzelany 58' · | Reporte | Jansen 3' · Moes 7' · Fokke 10' · Matla 39', 49' · Dicke 42' · Sanders 45' · | Árbitra: Ayanna McClean (TTO) Federico Silva (ARG) | Árbitra: Ayanna McClean (TTO) Federico Silva (ARG) |

| 3 de febrero de 2024 | Estados Unidos | 0–7     | Países Bajos                                           | Estadio Kalinga, Bhubaneswar,                  |                                                |
| 17:30                |                | Reporte | Fokke 13' · Dicke 14', 35', 38', 46' · Jansen 56', 58' | Árbitra: Liu Xiaoying (CHN) Kelly Hudson (NZL) | Árbitra: Liu Xiaoying (CHN) Kelly Hudson (NZL) |

| 3 de febrero de 2024 | India       | 1–2     | China               | Estadio Kalinga, Bhubaneswar,                 |                                               |
| 19:30                | Vandana 15' | Reporte | Dan 40' · Gu B. 52' | Árbitra: Zeke Newman (AUS) James Unkles (AUS) | Árbitra: Zeke Newman (AUS) James Unkles (AUS) |

| 4 de febrero de 2024 | China                  | 3–0     | Australia | Estadio Kalinga, Bhubaneswar,                      |                                                    |
| 17:30                | Yuan 37', 55' · Yu 39' | Reporte |           | Árbitra: Raghu Prasad (IND) Rawi Anbananthan (MAS) | Árbitra: Raghu Prasad (IND) Rawi Anbananthan (MAS) |

| 4 de febrero de 2024 | India      | 1–3     | Países Bajos                      | Estadio Kalinga, Bhubaneswar,                  |                                                |
| 19:30                | Navneet 9' | Reporte | Jansen 3', 34' · Van Der Elst 21' | Árbitra: Kelly Hudson (NZL) Liu Xiaoying (CHN) | Árbitra: Kelly Hudson (NZL) Liu Xiaoying (CHN) |

| 6 de febrero de 2024 | China     | 1–3     | Países Bajos             | Estadio Kalinga, Bhubaneswar,                  |                                                |
| 17:30                | Zhong 19' | Reporte | Moes 22', 38' · Veen 25' | Árbitra: Kelly Hudson (NZL) Liu Xiaoying (CHN) | Árbitra: Kelly Hudson (NZL) Liu Xiaoying (CHN) |

| 6 de febrero de 2024 | Estados Unidos | 0–3     | Australia                                    | Estadio Kalinga, Bhubaneswar,                 |                                               |
| 19:30                |                | Reporte | T. Stewart 7' · Kershaw 23' · G. Stewart 37' | Árbitra: Kelly Hudson (NZL) Zeke Newman (AUS) | Árbitra: Kelly Hudson (NZL) Zeke Newman (AUS) |

| 7 de febrero de 2024 | China                 | 3–1     | Estados Unidos | Estadio Kalinga, Bhubaneswar,                  |                                                |
| 17:30                | Zao 8' · Dan 26', 47' | Reporte | Sumfest 58'    | Árbitra: Raghu Prasad (IND) Kelly Hudson (NZL) | Árbitra: Raghu Prasad (IND) Kelly Hudson (NZL) |

| 7 de febrero de 2024 | India | 0–3     | Australia                                   | Estadio Kalinga, Bhubaneswar,                      |                                                    |
| 19:30                |       | Reporte | G. Stewart 19' · T. Stewart 23' · Nobbs 55' | Árbitra: Liu Xiaoying (CHN) Rawi Anbananthan (MAS) | Árbitra: Liu Xiaoying (CHN) Rawi Anbananthan (MAS) |

| 9 de febrero de 2024 | Países Bajos                                   | 6–2     | Australia                       | Estadio Kalinga, Bhubaneswar,                  |                                                |
| 17:30                | Veen 7', 49', 49' · Matla 9' · Jansen 20', 39' | Reporte | T. Stewart 28' · G. Stewart 52' | Árbitra: Kelly Hudson (NZL) Liu Xiaoying (CHN) | Árbitra: Kelly Hudson (NZL) Liu Xiaoying (CHN) |

| 9 de febrero de 2024 | India                                 | 3–1     | Estados Unidos | Estadio Kalinga, Bhubaneswar,                      |                                                    |
| 19:30                | Vandana 9' · Deepika 26' · Salima 56' | Reporte | Caarls 42'     | Árbitra: James Unkles (AUS) Rawi Anbananthan (MAS) | Árbitra: James Unkles (AUS) Rawi Anbananthan (MAS) |

| 12 de febrero de 2024 | Países Bajos                                  | 4–0     | Estados Unidos | Birsa Munda International Hockey Stadium, Rourkela,  |                                                      |
| 17:30                 | Moes 16' · Van der Elst 21', 56' · Albers 36' | Reporte |                | Árbitra: Kelly Robertson (NZL) David Tomlinson (NZL) | Árbitra: Kelly Robertson (NZL) David Tomlinson (NZL) |

| 12 de febrero de 2024 | India      | 1–2     | China          | Birsa Munda International Hockey Stadium, Rourkela, |                                                    |
| 19:30                 | Sangita 7' | Reporte | Gu B. 14', 53' | Árbitra: Aleisha Neumann (AUS) Martin Madden (SCO)  | Árbitra: Aleisha Neumann (AUS) Martin Madden (SCO) |

| 14 de febrero de 2024 | Australia                    | 2–0     | China | Birsa Munda International Hockey Stadium, Rourkela, |                                                    |
| 17:30                 | G. Stewart 29' · Kershaw 57' | Reporte |       | Árbitra: Junko Wagatsuma (JPN) Martin Madden (SCO)  | Árbitra: Junko Wagatsuma (JPN) Martin Madden (SCO) |

| 14 de febrero de 2024 | Países Bajos | 1–0     | India | Birsa Munda International Hockey Stadium, Rourkela,  |                                                      |
| 19:30                 | Report       | Reporte |       | Árbitra: Aleisha Neumann (AUS) David Tomlinson (NZL) | Árbitra: Aleisha Neumann (AUS) David Tomlinson (NZL) |

| 14 de febrero de 2024 | Argentina                                                                      | 5–0     | Bélgica | CeNARD, Buenos Aires,                              |                                                    |
| 20:30                 | Manuele 3' · Di Santo 25' · Albertarrio 40' · Gorzelany 45' · Trinchinetti 47' | Reporte |         | Árbitra: Maggie Giddens (USA) Victoria Pazos (PAR) | Árbitra: Maggie Giddens (USA) Victoria Pazos (PAR) |

| 15 de febrero de 2024 | Australia                                            | 4–0     | Estados Unidos | Birsa Munda International Hockey Stadium, Rourkela, |                                                    |
| 13:30                 | Brooks 21' · Greiner 30' · Colwill 44' · Colwill 44' | Reporte |                | Árbitra: Martin Madden (SCO) Junko Wagatsuma (JPN)  | Árbitra: Martin Madden (SCO) Junko Wagatsuma (JPN) |

| 15 de febrero de 2024 | Países Bajos                                         | 4–2     | China              | Birsa Munda International Hockey Stadium, Rourkela,  |                                                      |
| 15:30                 | Burg 8' · Van der Elst 12' · Jansen 34' · Albers 39' | Reporte | Yu 15' · Gu B. 59' | Árbitra: Aleisha Neumann (AUS) Kelly Robertson (NZL) | Árbitra: Aleisha Neumann (AUS) Kelly Robertson (NZL) |

| 15 de febrero de 2024 | Bélgica | 0–3     | Alemania                                        | CeNARD, Buenos Aires,                               |                                                     |
| 20:30                 |         | Reporte | Zimmermann 14' · Fleschütz 48' · Stoffelsma 55' | Árbitra: Irene Presenqui (ARG) Maggie Giddens (USA) | Árbitra: Irene Presenqui (ARG) Maggie Giddens (USA) |

| 16 de febrero de 2024 | Argentina                                     | 3–1     | Alemania   | CeNARD, Buenos Aires,                               |                                                     |
| 20:30                 | Campoy 23' · Trinchinetti 33' · Gorzelany 57' | Reporte | Lorenz 49' | Árbitra: Irene Presenqui (ARG) Victoria Pazos (PAR) | Árbitra: Irene Presenqui (ARG) Victoria Pazos (PAR) |

| 17 de febrero de 2024 | Estados Unidos | 0–2     | China             | Birsa Munda International Hockey Stadium, Rourkela,  |                                                      |
| 17:30                 |                | Reporte | Ou 7' · Zhong 19' | Árbitra: Aleisha Neumann (AUS) Kelly Robertson (NZL) | Árbitra: Aleisha Neumann (AUS) Kelly Robertson (NZL) |

| 17 de febrero de 2024 | India | 0–1     | Australia   | Birsa Munda International Hockey Stadium, Rourkela,  |                                                      |
| 19:30                 |       | Reporte | Vandana 34' | Árbitra: David Tomlinson (NZL) Junko Wagatsuma (JPN) | Árbitra: David Tomlinson (NZL) Junko Wagatsuma (JPN) |

| 17 de febrero de 2024 | Argentina                     | 2–0     | Bélgica | CeNARD, Buenos Aires,                              |                                                    |
| 20:30                 | Gorzelany 36' · Toccalino 50' | Reporte |         | Árbitra: Maggie Giddens (USA) Victoria Pazos (PAR) | Árbitra: Maggie Giddens (USA) Victoria Pazos (PAR) |

| 18 de febrero de 2024 | Australia   | 1–3     | Países Bajos        | Birsa Munda International Hockey Stadium, Rourkela, |                                                    |
| 17:30                 | Kershaw 20' | Reporte | Jansen 2', 13', 14' | Árbitra: Martin Madden (SCO) David Tomlinson (NZL)  | Árbitra: Martin Madden (SCO) David Tomlinson (NZL) |

| 18 de febrero de 2024 | Estados Unidos                           | 1–1 (1–2 p.)               | India                                   | Birsa Munda International Hockey Stadium, Rourkela,  |                                                      |
| 19:30                 | Sessa 45'                                | Reporte                    | Deepika 19'                             | Árbitra: Aleisha Neumann (AUS) Junko Wagatsuma (JPN) | Árbitra: Aleisha Neumann (AUS) Junko Wagatsuma (JPN) |
|                       |                                          | Tiros desde el punto penal |                                         |                                                      |                                                      |
|                       | Crouse · Sessa · Tamer · Zimmer · Caarls |                            | Deepika · Mumtaz · Sonika · Lalremsiami |                                                      |                                                      |

| 18 de febrero de 2024 | Alemania                               | 3–1     | Bélgica    | CeNARD, Buenos Aires,                           |                                                 |
| 20:30                 | Kurz 17' · Fleschütz 32' · Strauss 60' | Reporte | Leclef 58' | Árbitra: Tyler Klenk (CAN) Victoria Pazos (PAR) | Árbitra: Tyler Klenk (CAN) Victoria Pazos (PAR) |

| 19 de febrero de 2024 | Argentina | 0–2     | Alemania             | CeNARD, Buenos Aires,                               |                                                     |
| 20:30                 |           | Reporte | Huse 13' · Heinz 26' | Árbitra: Maggie Giddens (USA) Benjamin Peters (USA) | Árbitra: Maggie Giddens (USA) Benjamin Peters (USA) |

| 22 de mayo de 2024 | India | 0–5     | Argentina                                                    | Wilrijkse Plein Antwerp, Amberes,                       |                                                         |
| 12:15              |       | Reporte | Gorzelany 13' · Raposo 24' · Miranda 41' · Jankunas 53', 59' | Árbitra: Annelize Rostron (RSA) Kamilė Mockaitytė (LTU) | Árbitra: Annelize Rostron (RSA) Kamilė Mockaitytė (LTU) |

| 22 de mayo de 2024 | Bélgica                                            | 5–1     | Estados Unidos | Wilrijkse Plein Antwerp, Amberes,               |                                                 |
| 16:45              | Bonami 19', 33', 43' · Raye 35' · Vanden Borre 60' | Reporte | Tamer 41'      | Árbitra: Alison Keogh (IRL) Ole Ingwersen (GER) | Árbitra: Alison Keogh (IRL) Ole Ingwersen (GER) |

| 23 de mayo de 2024 | Estados Unidos                                  | 4–5     | Argentina                                                          | Wilrijkse Plein Antwerp, Amberes,                    |                                                      |
| 14:15              | Hoffman 9' · Sessa 24' · Yeager 36' · Tamer 54' | Reporte | Gorzelany 9', 20' · Granatto 21' · Jankunas 42' · Trinchinetti 58' | Árbitra: Annelize Rostron (RSA) Raphaël Adrien (GER) | Árbitra: Annelize Rostron (RSA) Raphaël Adrien (GER) |

| 23 de mayo de 2024 | Bélgica                     | 2–0     | India | Wilrijkse Plein Antwerp, Amberes,                   |                                                     |
| 18:45              | Serstevens 34' · Dewaet 36' | Reporte |       | Árbitra: Sarah Wilson (SCO) Kamilė Mockaitytė (LTU) | Árbitra: Sarah Wilson (SCO) Kamilė Mockaitytė (LTU) |

| 25 de mayo de 2024 | Argentina                                    | 4–0     | Estados Unidos | Wilrijkse Plein Antwerp, Amberes,              |                                                |
| 11:45              | Gorzelany 9' · Sauze 24' · Jankunas 45', 59' | Reporte |                | Árbitra: Sarah Wilson (SCO) Alison Keogh (IRL) | Árbitra: Sarah Wilson (SCO) Alison Keogh (IRL) |

| 25 de mayo de 2024 | India       | 1–2     | Bélgica                         | Wilrijkse Plein Antwerp, Amberes,                 |                                                   |
| 14:00              | Sangita 34' | Reporte | Ballenghien 15' · Blockmans 20' | Árbitra: Ole Ingwersen (GER) Raphaël Adrien (GER) | Árbitra: Ole Ingwersen (GER) Raphaël Adrien (GER) |

| 26 de mayo de 2024 | Argentina                               | 3–0     | India | Wilrijkse Plein Antwerp, Amberes,                   |                                                     |
| 11:45              | Di Santo 1' · Campoy 39' · Granatto 47' | Reporte |       | Árbitra: Alison Keogh (IRL) Kamilė Mockaitytė (LTU) | Árbitra: Alison Keogh (IRL) Kamilė Mockaitytė (LTU) |

| 26 de mayo de 2024 | Estados Unidos | 1–2     | Bélgica                   | Wilrijkse Plein Antwerp, Amberes,                   |                                                     |
| 14:00              | Gonzales 5'    | Reporte | Raye 8' · Ballenghien 13' | Árbitra: Annelize Rostron (RSA) Ole Ingwersen (GER) | Árbitra: Annelize Rostron (RSA) Ole Ingwersen (GER) |

| 29 de mayo de 2024 | China | 0–3     | Argentina                            | Wilrijkse Plein Antwerp, Amberes,                  |                                                    |
| 11:45              |       | Reporte | Granatto 14' · Trinchinetti 34', 60' | Árbitra: Sarah Wilson (SCO) Annelize Rostron (RSA) | Árbitra: Sarah Wilson (SCO) Annelize Rostron (RSA) |

| 29 de mayo de 2024 | Bélgica                                                             | 2–2 (3–2 p.)               | Australia                                         | Wilrijkse Plein Antwerp, Amberes,                   |                                                     |
| 16:30              | Vanden Borre 19' · Gerniers 60'                                     | Reporte                    | Claxton 8' · Peris 57'                            | Árbitra: Alison Keogh (IRL) Kamilė Mockaitytė (LTU) | Árbitra: Alison Keogh (IRL) Kamilė Mockaitytė (LTU) |
|                    |                                                                     | Tiros desde el punto penal |                                                   |                                                     |                                                     |
|                    | Versavel · Englebert · Blockmans · Ballenghien · Breyne · Englebert |                            | Peris · Kershaw · Malone · Nobbs · Lawton · Peris |                                                     |                                                     |

| 30 de mayo de 2024 | Australia | 0–3     | Argentina                                                                    | Wilrijkse Plein Antwerp, Amberes,               |                                                 |
| 14:15              |           | Reporte | Antoniazzi 21' · Casas 41' · Granatto 46' · Trinchinetti 50' · Gorzelany 54' | Árbitra: Sarah Wilson (SCO) Ole Ingwersen (GER) | Árbitra: Sarah Wilson (SCO) Ole Ingwersen (GER) |

| 30 de mayo de 2024 | Bélgica                                                            | 1–1                        | China                                               | Wilrijkse Plein Antwerp, Amberes,                  |                                                    |
| 19:00              | Versavel 20'                                                       | Reporte                    | Zhang Xia. 50'                                      | Árbitra: Ben Göntgen (GER) Kamilė Mockaitytė (LTU) | Árbitra: Ben Göntgen (GER) Kamilė Mockaitytė (LTU) |
|                    |                                                                    | Tiros desde el punto penal |                                                     |                                                    |                                                    |
|                    | Hillewaert · Hillewaert · Rasir · Bonami · Dewaet · Marien · Rasir |                            | Ou · Ma · Zou · Li H. · Zhang Xia. · Liu C. · Li H. |                                                    |                                                    |

| 1 de junio de 2024 | Argentina | 0–1     | Australia  | Wilrijkse Plein Antwerp, Amberes,                   |                                                     |
| 11:45              |           | Reporte | Squibb 48' | Árbitra: Sarah Wilson (SCO) Kamilė Mockaitytė (LTU) | Árbitra: Sarah Wilson (SCO) Kamilė Mockaitytė (LTU) |

| 1 de junio de 2024 | Reino Unido                             | 3–2     | Estados Unidos            | Lee Valley Hockey and Tennis Centre, Londres,         |                                                       |
| 14:30              | Owsley 17' · Balsdon 37' · Crackles 44' | Reporte | Yeager 10' · Gladieux 54' | Árbitra: Magali Sergeant (BEL) Laurine Delforge (BEL) | Árbitra: Magali Sergeant (BEL) Laurine Delforge (BEL) |

| 1 de junio de 2024 | China           | 2–1     | Bélgica         | Wilrijkse Plein Antwerp, Amberes,                  |                                                    |
| 16:15              | Ou 16' · Ma 43' | Reporte | Ballenghien 41' | Árbitra: Jonas van't Hek (NED) Ole Ingwersen (GER) | Árbitra: Jonas van't Hek (NED) Ole Ingwersen (GER) |

| 1 de junio de 2024 | Alemania                                      | 3–1     | India       | Lee Valley Hockey and Tennis Centre, Londres, |                                             |
| 17:15              | Stapenhorst 13' · Zimmermann 24' · Lorenz 37' | Reporte | Deepika 23' | Árbitra: Cookie Tan (SGP) Ivona Makar (CRO)   | Árbitra: Cookie Tan (SGP) Ivona Makar (CRO) |

| 2 de junio de 2024 | Australia  | 1–2     | Bélgica                   | Wilrijkse Plein Antwerp, Amberes,                       |                                                         |
| 14:00              | Arnott 17' | Reporte | Gerniers 28' · Bonami 50' | Árbitra: Annelize Rostron (RSA) Kamilė Mockaitytė (LTU) | Árbitra: Annelize Rostron (RSA) Kamilė Mockaitytė (LTU) |

| 2 de junio de 2024 | Reino Unido                | 3–2     | India                      | Lee Valley Hockey and Tennis Centre, Londres, |                                               |
| 14:30              | Watson 5', 7' · Petter 57' | Reporte | Navneet 34' · Sharmila 56' | Árbitra: Cookie Tan (SGP) Michiel Otten (NED) | Árbitra: Cookie Tan (SGP) Michiel Otten (NED) |

| 2 de junio de 2024 | Alemania                | 2–1     | Estados Unidos | Lee Valley Hockey and Tennis Centre, Londres,   |                                                 |
| 17:15              | Nolte 49' · Strauss 51' | Reporte | Yeager 8'      | Árbitra: Ivona Makar (CRO) Ahmad El-Sayed (EGY) | Árbitra: Ivona Makar (CRO) Ahmad El-Sayed (EGY) |

| 2 de junio de 2024 | Argentina                                             | 1–1 (3–2 p.)               | China                            | Wilrijkse Plein Antwerp, Amberes,               |                                                 |
| 18:30              | Gorzelany 60'                                         | Reporte                    | Zou 29'                          | Árbitra: Alison Keogh (IRL) Ole Ingwersen (GER) | Árbitra: Alison Keogh (IRL) Ole Ingwersen (GER) |
|                    |                                                       | Tiros desde el punto penal |                                  |                                                 |                                                 |
|                    | Diaz · Jankunas · Thome · Albertarrio · Raposo · Diaz |                            | He · Chen · Dan · Fan · Liu · He |                                                 |                                                 |

| 5 de junio de 2024 | Reino Unido | 4–4 (6–5 p.)               | China                                                                                             | Lee Valley Hockey and Tennis Centre, Londres,     |                                                   |
| 11:00              | Petter 20' · S. Hamilton 23' · S. Robertson 46' · Balsdon 56'                                                                 | Reporte                    | Ma 5' · Tan 28' · Gu B. 55', 58'                                                                  | Árbitra: Laurine Delforge (BEL) Ivona Makar (CRO) | Árbitra: Laurine Delforge (BEL) Ivona Makar (CRO) |
|                    | | Tiros desde el punto penal |                                                                                                   |                                                   |                                                   |
|                    | Howard · S. Hamilton · Petter · Crackles · Costello · Crackles · Petter · S. Hamilton · Howard · Costello · Crackles · Petter |                            | Chen Yi · Zou · Li H. · Ma · Cheng Ya. · Zou · Li H. · Ma · Chen Yi · Cheng Ya. · Zou · Cheng Ya. |                                                   |                                                   |

| 5 de junio de 2024 | Estados Unidos | 0–2     | Alemania                     | Lee Valley Hockey and Tennis Centre, Londres,       |                                                     |
| 15:30              |                | Reporte | Stapenhorst 20' · Lorenz 43' | Árbitra: Coen van Bunge (NED) Magali Sergeant (BEL) | Árbitra: Coen van Bunge (NED) Magali Sergeant (BEL) |

| 6 de junio de 2024 | China           | 2–3     | Alemania                                       | Lee Valley Hockey and Tennis Centre, Londres,      |                                                    |
| 12:00              | Yu 16' · Gu 45' | Reporte | Stapenhorst 11' · Zimmermann 47' · Strauss 55' | Árbitra: Martin Madden (SCO) Magali Sergeant (BEL) | Árbitra: Martin Madden (SCO) Magali Sergeant (BEL) |

| 6 de junio de 2024 | Reino Unido     | 1–3     | Estados Unidos                         | Lee Valley Hockey and Tennis Centre, Londres,        |                                                      |
| 17:45              | K. Robertson 6' | Reporte | Valzonis 20' · Sessa 52' · Hoffman 56' | Árbitra: Cookie Tan (SGP) Sėbastien Michielsen (BEL) | Árbitra: Cookie Tan (SGP) Sėbastien Michielsen (BEL) |

| 8 de junio de 2024 | India                     | 2–4     | Alemania                              | Lee Valley Hockey and Tennis Centre, Londres,             |                                                           |
| 10:00              | Sunelita 9' · Deepika 15' | Reporte | Huse 23', 32' · Kurz 51' · Bleuel 55' | Árbitra: Sėbastien Michielsen (BEL) Magali Sergeant (BEL) | Árbitra: Sėbastien Michielsen (BEL) Magali Sergeant (BEL) |

| 8 de junio de 2024 | Reino Unido | 0–3     | Australia                    | Lee Valley Hockey and Tennis Centre, Londres, |                                               |
| 12:15              |             | Reporte | Peris 22' · Greiner 39', 45' | Árbitra: Cookie Tan (SGP) Michiel Otten (NED) | Árbitra: Cookie Tan (SGP) Michiel Otten (NED) |

| 9 de junio de 2024 | Alemania                                           | 2–2 (3–4 p.)               | Australia                                   | Lee Valley Hockey and Tennis Centre, Londres,    |                                                  |
| 10:00              | Granitzki 36' · Lorenz 39'                         | Reporte                    | T. Stewart 45' · Claxton 51'                | Árbitra: Laurine Delforge (BEL) Cookie Tan (SGP) | Árbitra: Laurine Delforge (BEL) Cookie Tan (SGP) |
|                    |                                                    | Tiros desde el punto penal |                                             |                                                  |                                                  |
|                    | Weidemann · Wenzel · Strauss · Zimmermann · Lorenz |                            | Kershaw · Peris · Williams · Lawton · Nobbs |                                                  |                                                  |

| 9 de junio de 2024 | Reino Unido                  | 3–2     | India                         | Lee Valley Hockey and Tennis Centre, Londres,    |                                                  |
| 12:15              | Watson 3' · Balsdon 56', 58' | Reporte | Lalremsiami 14' · Navneet 23' | Árbitra: Ivona Makar (CRO) Magali Sergeant (BEL) | Árbitra: Ivona Makar (CRO) Magali Sergeant (BEL) |

| 11 de junio de 2024 | Reino Unido                          | 3–3 (2–1 p.)               | China                          | Lee Valley Hockey and Tennis Centre, Londres,    |                                                  |
| 13:15               | Howard 5' · Toman 27' · Watson 49'   | Reporte                    | Zou 37' · Ma 58' · Zhong 59'   | Árbitra: Cookie Tan (SGP) Laurine Delforge (BEL) | Árbitra: Cookie Tan (SGP) Laurine Delforge (BEL) |
|                     |                                      | Tiros desde el punto penal |                                |                                                  |                                                  |
|                     | Robertson · Owsley · Howard · Walker |                            | Chen Ya. · He · Fan · Ma · Zou |                                                  |                                                  |

| 11 de junio de 2024 | Australia                | 2–3     | Alemania                                | Lee Valley Hockey and Tennis Centre, Londres,    |                                                  |
| 17:45               | Arnott 52' · Kershaw 56' | Reporte | Stapenhorst 3' · Lorenz 36' · Nolte 39' | Árbitra: Ivona Makar (CRO) Magali Sergeant (BEL) | Árbitra: Ivona Makar (CRO) Magali Sergeant (BEL) |

| 12 de junio de 2024 | China                           | 3–1     | Alemania       | Lee Valley Hockey and Tennis Centre, Londres,     |                                                   |
| 14:15               | Zhang Y. 27', 60' · Chen Yi 42' | Reporte | Stoffelsma 37' | Árbitra: Laurine Delforge (BEL) Ivona Makar (CRO) | Árbitra: Laurine Delforge (BEL) Ivona Makar (CRO) |

| 12 de junio de 2024 | Reino Unido             | 2–3     | Australia                               | Lee Valley Hockey and Tennis Centre, Londres,   |                                                 |
| 20:00               | Balsdon 5' · Howard 39' | Reporte | G. Stewart 20' · Peris 30' · Malone 52' | Árbitra: Magali Sergeant (BEL) Cookie Tan (SGP) | Árbitra: Magali Sergeant (BEL) Cookie Tan (SGP) |

| 22 de junio de 2024 | Países Bajos                           | 4–0     | Alemania | SV Kampong, Utrecht,                              |                                                   |
| 16:00               | Jansen 8', 46' · Fokke 17' · Matla 48' | Reporte |          | Árbitra: Rachel Williams (ENG) Wanri Venter (RSA) | Árbitra: Rachel Williams (ENG) Wanri Venter (RSA) |

| 24 de junio de 2024 | Reino Unido | 0–2     | Alemania                  | SV Kampong, Utrecht,                           |                                                |
| 15:00               |             | Reporte | Lorenz 14' · Schröder 23' | Árbitra: Sandra Adell (ESP) Wanri Venter (RSA) | Árbitra: Sandra Adell (ESP) Wanri Venter (RSA) |

| 24 de junio de 2024 | Países Bajos     | 1–2     | Bélgica                          | SV Kampong, Utrecht,                                   |                                                        |
| 20:00               | Van der Elst 26' | Reporte | Englebert 45' · Vanden Borre 53' | Árbitra: Sophie Bockelmann (GER) Rachel Williams (ENG) | Árbitra: Sophie Bockelmann (GER) Rachel Williams (ENG) |

| 25 de junio de 2024 | Reino Unido | 1–2     | Bélgica                       | SV Kampong, Utrecht,                            |                                                 |
| 17:30               | Watson 6'   | Reporte | Ballenghien 2' · Blockmans 9' | Árbitra: Sandra Adell (ESP) Ayden Shrives (RSA) | Árbitra: Sandra Adell (ESP) Ayden Shrives (RSA) |

| 27 de junio de 2024 | Alemania                                                   | 4–1     | Reino Unido | Estadio Wagener, Ámsterdam,                            |                                                        |
| 14:00               | Nolte 20' · Davidsmeyer 23' · Stapenhorst 54' · Lorenz 59' | Reporte | Ansley 59'  | Árbitra: Sophie Bockelmann (GER) Hannah Harrison (ENG) | Árbitra: Sophie Bockelmann (GER) Hannah Harrison (ENG) |

| 28 de junio de 2024 | Países Bajos   | 2–1     | Bélgica          | Estadio Wagener, Ámsterdam,                       |                                                   |
| 19:00               | Jansen 6', 27' | Reporte | Vanden Borre 42' | Árbitra: Sandra Adell (ESP) Hannah Harrison (ENG) | Árbitra: Sandra Adell (ESP) Hannah Harrison (ENG) |

| 29 de junio de 2024 | Bélgica                                           | 1–1 (2–4 p.)               | Reino Unido                                   | Estadio Wagener, Ámsterdam,                    |                                                |
| 16:30               | Englebert 33'                                     | Reporte                    | Hamilton 14'                                  | Árbitra: Wanri Venter (RSA) Sandra Adell (ESP) | Árbitra: Wanri Venter (RSA) Sandra Adell (ESP) |
|                     |                                                   | Tiros desde el punto penal |                                               |                                                |                                                |
|                     | Alix Gerniers · Hillewaert · Vandermeiren · Belis |                            | Hamilton · Watson · Petter · Toman · Costello |                                                |                                                |

| 29 de junio de 2024 | Países Bajos | 1–0     | Alemania | Estadio Wagener, Ámsterdam,                          |                                                      |
| 19:00               | De Waard 47' | Reporte |          | Árbitra: Hannah Harrison (ENG) Rachel Williams (ENG) | Árbitra: Hannah Harrison (ENG) Rachel Williams (ENG) |